# Eva Engvall
Eva Engvall, född 1940, är en svensk biolog som är en av upphovsmännen bakom analysmetoden ELISA.
Engvall disputerade 1975 i immunologi vid Stockholms universitet. Som doktorand hos Peter Perlmann utvecklade Perlmann och hon enzymkopplad immunadsorberande analys (ELISA). Deras första publikation om ELISA publicerades 1971.
Från 1979 har Engvall varit verksam vid Sanford-Burnham Medical Research Institute i La Jolla, Kalifornien.